# Cabeces (Montagut i Oix)
Cabeces és una gran casa de Montagut i Oix (Garrotxa) declarada Bé Cultural d'Interès Nacional.

## Descripció
Cabesses és un gran casal situat a poca distància de l'església de Sant Miquel d'Hortmoier, dins la vall del mateix nom.
És de planta rectangular, amb ampli teulat a dues aigües i els vessants vers les façanes laterals. Disposa de baixos, planta habitatge i golfes. Els primers foren destinats a bestiar i sobresurten dues portes adovellades situades a les façanes de migdia i ponent. La porta d'accés a l'habitatge es troba a tramuntana.Està ple de nombroses i estilitzades espitlleres repartides per totes les seves façanes. Enganxats al mas hi ha diverses construccions de fàbrica molt posterior.

## Història
Fins ara no s'ha publicat cap data històrica que faci referència a aquest casal.